# 捐赠软件
捐赠软件（英語：Donationware）是一种为用户提供完全可用的软件，并且提供可选捐赠的授权模式。捐赠的具体数额可能有作者限定，或者随用户喜好自行决定。很多情况下受益人是第三方非营利组织。由于捐赠软件没有像试用软件的限制并且付费是可选的，所以可算作免费软件。

## 历史
第一款在互联网发布的捐赠软件出现于廿世纪80年代，名叫“Red Ryder”，是一个运行在Apple Macintosh的终端仿真软件。它是由比弗福尔斯，宾夕法尼亚FreeSoft公司的创建者Scott Watson编写的。

## 捐赠软件举例
- IcoFX
- NexusFont
- Paint.NET
- Q-Dir